# Планине у Бутану
Планине Бутана представљају неке од најзначајнијих природних географских одлика краљевства. Како се налази у јужном делу Хималаја, Бутан има један од највећих планинских терена на свету, чија висина иде од 160 па све до више од 7.000 метара надморске висине, у неким случајевима на удаљености мањој од 100 километара. Највиши врх Бутана је Кула Кангри, који се налази на надморској висини од 7.754 метара, у близини границе са Кином. Друга највиша планина је Џомолари, са врхом на 7.314 метара, који гледа на долину Чумби. Поред ова два, још деветнаест других врхова прелази висину од 7.000 метара. Време на планинама је екстремно: високи врхови су под вечним снегом и ледом, док су ниже планине под утицајем сталних ветрова, тако да су оне лети неплодне и голе, а зими замрзнута пустош.
Планине у Бутану подељене су у три главне географске зоне: велики Хималаји, доњи или унутрашњи Хималаји и суб-хималајска зона. Велики Хималаји, покривени снегом и ледом, простиру се дуж границе са Кином и њихова висина креће се од 5.000 до преко 7.500 метара. Северни регион састоји се од лука глацијалних врхова са поларном климом на највишим врховима. Реке настале топљењем леда у долинама у овој зони обезбеђују пашњаке за стоку коју овде чувају малобројни миграторни пастири. Планински венци унутрашњих Хималаја, висине између 1.500 и 5.500 метара, имају правац северозапад-југоисток у западном Бутану, а у јужном североисток-југозапад. Ове планине, заједно са својим долинама, чине економски и културни центар краљевства, укључујући и већину његових округа. Ова планинска подручја су у суштој супротности суб-хималајском зоном, чија висина иде до 1.500 метара, са нижим подручјима долина. Многе ниже планине састоје се од грубог гранитног пешчара, док се стене на највишим висинама састоје од гнајса са међуслојевима шкриљаца.
Долине у Бутану уклесале су реке у Хималајима, које се хране водом топљењем снега и леда, али и од монсунских киша. Већи део популације Бутана сконцентрисан је у долинама и равницама, одвојен брдовитим границама унутрашњих Хималаја на југу. Упркос модернизацији и развоју саобраћаја у Бутану, укључујући национални систем аутопутева, путовање од једне долине до друге је и даље отежан. Западне долине су на истоку ограничене Црним планинама у централном Бутану, које чине прекретницу између два велика речна система, Мо Чу и Дрангме Чу. Централне долине одвојене су од источних округом Донга. Неколико изолованих, планинских долина крију неколико малих, посебних културних и језичких група.
Бутан контролише неколико стратешких хималајских превоја, укључујући путеве између Тибета и Асама. Ови путеви, који су једини пут до краљевства, заједно са вековном политиком изолације, довели су до тога да Бутан добије надимак Планинска тврђава богова. Иако су Британци успоставили протекторат над Бутаном и заузели његове долине, никада нису извршили успешну инвазију на планинску унутрашњост.

## Листа планина
| Бр. | Планина          | Надморска висина | Округ |
| --- | ---------------- | ---------------- | ----- |
| 1.  | Гангхар Пуенсум  | 7570             | Гаса  |
| 2.  | Чомолхари Канг   | 7046             | Тимбу |
| 3.  | Џичу Драке       | 6714             | Тимбу |
| 4.  | Тунгшанђабу      | 7207             | Гаса  |
| 5.  | Кула Кангри      | 7538             | Гаса  |
| 6.  | Џомолхари        | 7326             | Тимбу |
| 7.  | Кангпу Канг      | 7204             | Гаса  |
| 8.  | Лиангканг Кангри | 7535             | Гаса  |
| 9.  | Масанг Канг      | 7194             | Гаса  |